# 헤드헌터즈

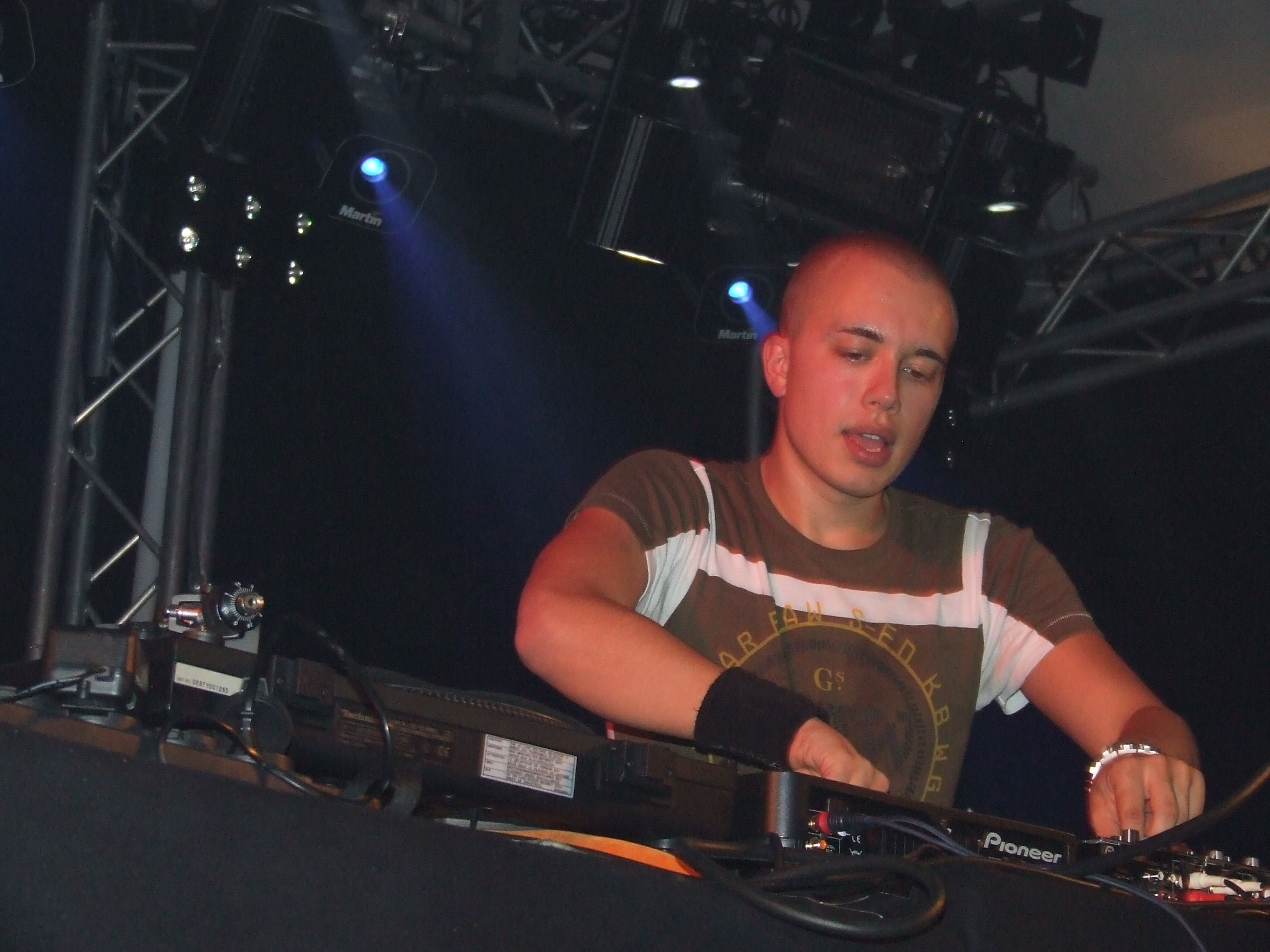
2007년에 공연 중인 헤드헌터즈.

빌럼 리베르겐 (Headhunterz, 1985년 9월 12일 ~) 혹은 헤드헌터즈는 네덜란드의 디스크 자키이다. 그는 과거 성우 활동을 한 경력이 있다.
2005년에 하드스타일 음악을 작업하면서 커리어를 시작하였고, Qlimax, Defqon.1, Decibel 뿐만 아니라 일렉트릭 데이지 카니발이나 투모로랜드에도 활동을 하고 있다.
그는 스캔트랙스에서 "Scantraxx Reloaded"라는 레이블을 창립해 활동하였고, 2013년 스캔트랙스를 나와 하드 위드 스타일을 창립하였다. 헤드헌터즈는 같은 해 울트라 뮤직에 가입하면서 2015년 하드스타일에서 일렉트로 하우스로 이동하였고, 2017년 6월 다시 하드스타일 씬에 복귀하였다. 2018년에는 와일드스타일즈와 아트 오브 크리에이션을 창립한다.